# Heterospathe califrons
Heterospathe califrons là loài thực vật có hoa thuộc họ Arecaceae. Loài này được Fernando mô tả khoa học đầu tiên năm 2001.